# Krzyż Pomnik ks. Jerzego Popiełuszki we Włocławku
Krzyż Pomnik ks. Jerzego Popiełuszki – pomnik w postaci krzyża, znajdujący się obok tamy we Włocławku, w miejscu wyłowienia ciała zamordowanego księdza Jerzego Popiełuszki, ustanowiony dla upamiętnienia jego męczeńskiej śmierci z rąk komunistycznej Służby Bezpieczeństwa (PRL). Powstał z inicjatywy biskupów włocławskich Jana Zaręby i Henryka Muszyńskiego. Poświęcony 7 czerwca 1991 roku przez papieża Jana Pawła II. Projektantami pomnika są artyści Jerzy Kalina i Andrzej Krawczyk.

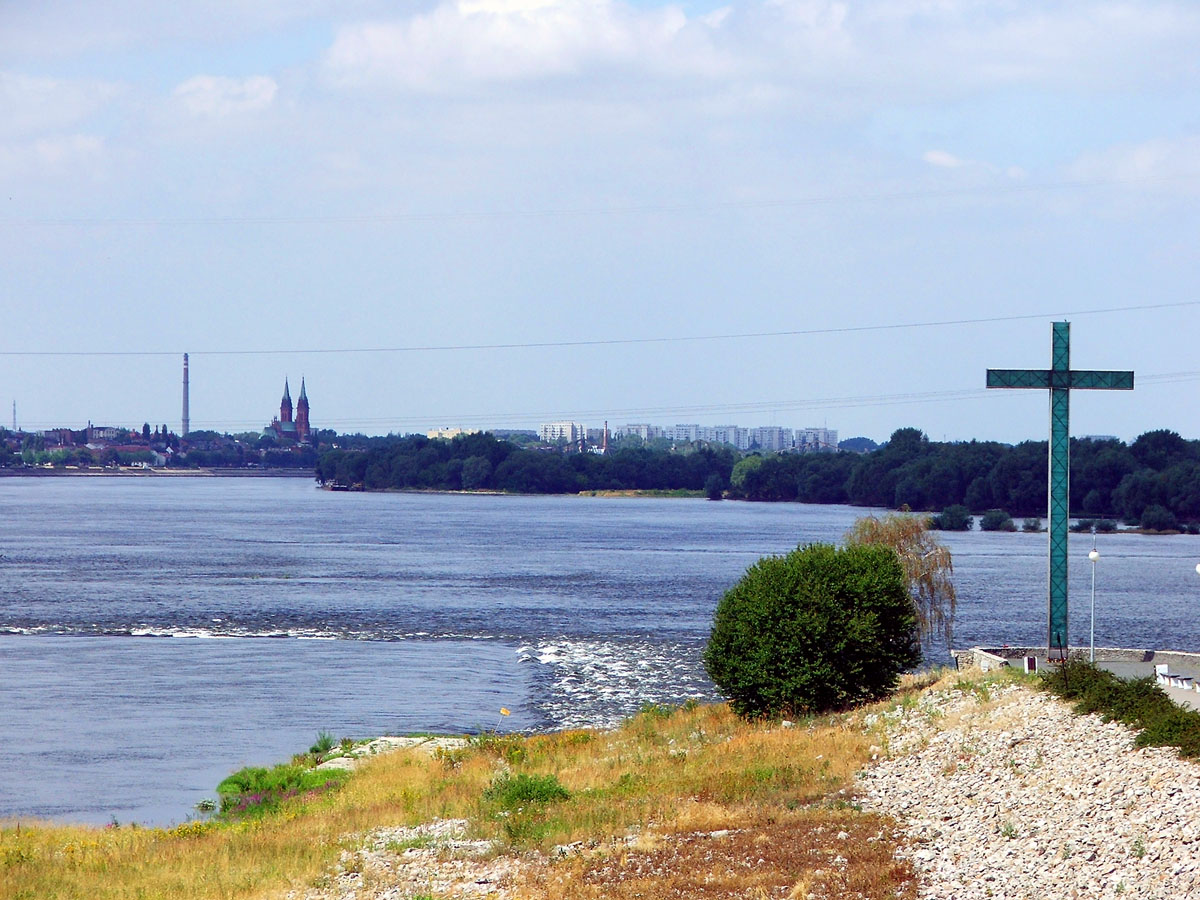
Krzyż Pomnik ks. Jerzego Popiełuszki we Włocławku. Panorama

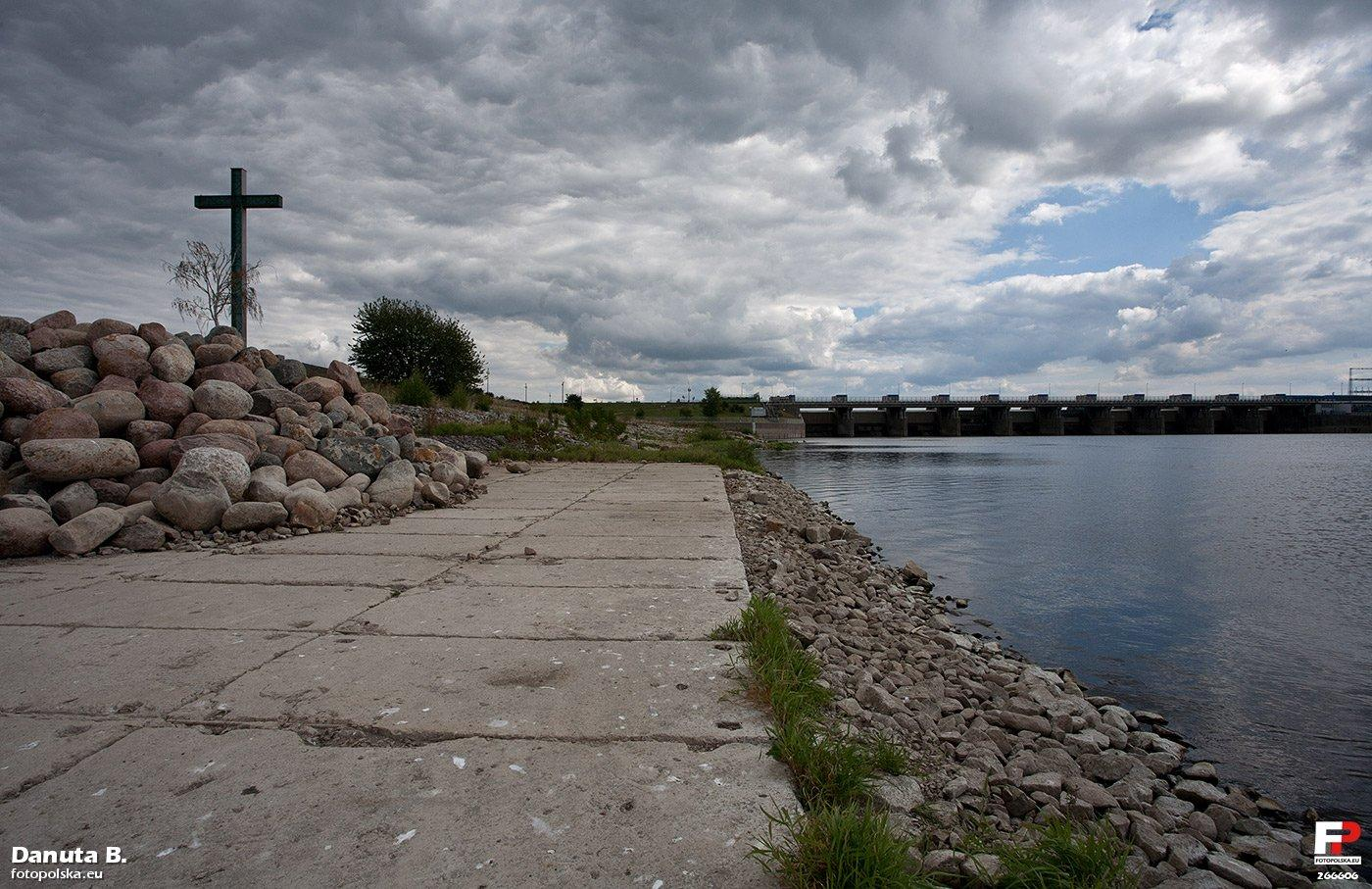
Włocławek. Widok na krzyż i tamę. fotopolska.eu

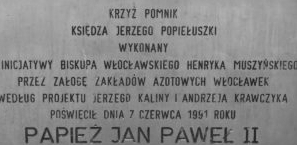
Tablica na Krzyżu Pomniku ks. Popiełuszki we Włocławku

Jest to kilkunastometrowa konstrukcja z metalu i szkła według projektu Jerzego Kaliny i Andrzeja Krawczyka. Miał docelowo stanąć jako pomnik męczeństwa księdza Jerzego Popiełuszki obok zapory. Krzyż pomnik został wykonany na prośbę biskupa Henryka Muszyńskiego przez pracowników Zakładów Azotowych „Włocławek”.
Został ustawiony na półwyspie u stóp zapory włocławskiej. Jest oświetlany w nocy od wewnątrz.
Pierwszy krzyż chciano tu postawić już w roku 1984, po ujawnieniu zbrodni na kapłanie. 13 listopada 1984 biskup Jan Zaręba zwrócił się listownie z takim wnioskiem do wojewody włocławskiego. Jednak pozytywną decyzję wydano dopiero po kilku latach starań. 50 miesięcy od pierwszej prośby 3 lutego 1989, ten sam wojewoda włocławski wydał pozytywną decyzję w sprawie upamiętnienia  krzyżem miejsca śmierci ks. Jerzego Popiełuszki.
7 czerwca 1991 we Włocławku papież Jan Paweł II dokonał poświęcenia krzyża podczas pielgrzymki do Polski. 19 października 1991 odbyło się odsłonięcia i pobłogosławienia Krzyża – Pomnika upamiętniającego męczeńską śmierć kapelana „Solidarności”.
Uroczystościom przewodniczył prymas Polski Józef Glemp. Udział wzięli: prezydent Lech Wałęsa, przedstawiciele polskiego sejmu i rządu, biskupi polscy, rodzice księdza Jerzego: Marianna i Władysław Popiełuszkowie, najbliższa rodzina, przyjaciele i współpracownicy, poczty sztandarowe „NSZZ Solidarność” z całego kraju oraz wierni.
Program słowno-muzyczny wykonali znani aktorzy i artyści scen warszawskich: Hanna Skarżanka, Joanna Szczepkowska, Piotr Szczepanik, Andrzej Łapicki, Jerzy Zelnik, Andrzej Szczepkowski. Recytowano utwory Cypriana K. Norwida – „Ale Ty Jeden Dobry i Jedyny", Stanisława Wyspiańskiego „Wyzwolenie", Juliusza Słowackiego „Tak mi Boże dopomóż" i „Testament mój". Odtwarzano fragmenty przemówień Jana Pawła II z Białegostoku (5 czerwca 1991) i Włocławka (7 czerwca 1991).
Mszę świętą koncelebrował prymas Józef Glemp wraz z nuncjuszem apostolskim Józefem Kowalczykiem i biskupami.
O powstawaniu Krzyża Pomnika ks. Jerzego Popiełuszki został nakręcony film Jerzego Kaliny pt. Tama 1984-1991.